# Kuleabivka, Iahotîn
Kuleabivka (în ucraineană Кулябівка) este localitatea de reședință a comunei Kuleabivka din raionul Iahotîn, regiunea Kiev, Ucraina.

## Demografie
Componența lingvistică a localității Kuleabivka
     Ucraineană (96,88%)
     Rusă (2,18%)
     Alte limbi (0,93%)
Conform recensământului din 2001, majoritatea populației localității Kuleabivka era vorbitoare de ucraineană (96,88%), existând în minoritate și vorbitori de rusă (2,18%).